# 12.ª Avenida Suroeste
La 12.ª Avenida Suroeste es una arteria vial de alrededor de 4 km en Managua, Nicaragua, que conecta desde la zona norte (Dupla Norte) hasta la Carretera a Masaya (NIC-4A), ofreciendo acceso directo a áreas como Altos de Nejapa.

## Trazado
Arranca en el norte en la intersección con la Dupla Norte, atraviesa el barrio El Boer (12.ª C. S.O.) y cruza la Calle Colón. Luego recibe tráfico de la Pista Suburbana antes de prolongarse hacia el sur, finalizando en la intersección con la NIC-4 cerca del sector de Altos de Nejapa.

## Intersecciones principales
- Dupla Norte
- 12.ª Calle Suroeste
- Calle Colón
- Pista Suburbana
- NIC‑4

## Barrios que atraviesa
- El Bóer (parcial)
- Bolonia
- Altos de Nejapa

## Coordenadas
12°6′55″N 86°15′30″O / 12.11528, -86.25833